# Кодзоков, Дмитрий Степанович
Дмитрий Степанович Кодзо́ков (имя при рождении — Лукман Кодзоков, Лэкъумэн Къуэдзокъуэ; 1818, с. Абуково, ныне с. Первомайское, Карачаево-Черкесия — 1893) — кабардинский общественный деятель.

## Биография
Сын Магомета Кодзокова, служившего в лейб-гвардии Кавказско-Горском полуэскадроне. С конца 1820-х гг. — в Москве, воспитывался в семье Алексея Хомякова. Был отдан в частный пансион профессора Павлова, который окончил в 1834 году. В 1838 году окончил 1-е (историко-филологическое) отделение философского факультета Московского университета (первый кабардинец, окончивший Московский университет), где его работа «Описание Кавказа» заняла одно из первых мест на конкурсе сочинений студентов.
В конце июля 1839 года Кодзоков вернулся на Северный Кавказ, на родину. Здесь Кодзоков начал вынашивать планы организации образцово-показательных хозяйств, где горцы смогли бы увидеть и перенять прогрессивные формы ведения сельского хозяйства, освоить новые ремесла, навыки европейского домостроения и бытового комфорта, о чём писал в письмах своим приёмным родителям, Хомяковым. С самого начала приезда на Кавказ Кодзоков проявил интерес к коневодству. Ещё в 1840 году в своём письме на имя Хомяковых он писал: «Из подаренных мне от кунаков лошадей, рогатого скота, овец я намерен положить основание примерному для жителей хозяйства. Но недостаток людей и рук затрудняет всякие благоразумные меры».
В 1840—1841 годы в Пятигорске он встретился с М. Ю. Лермонтовым. Именно в эти годы Лермонтов начал увлекаться самим Кавказом. Кроме факта их знакомства больше ничего не известно.
В 1845—1851 годы служил в управлении Закавказским таможенным округом; в 1861—1863 годы исполнял обязанности чиновника особых поручений наместника Кавказа; в 1863—1869 годы был председателем Терско-Кубанской сословно-поземельной комиссии.
Награждён орденом св. Анны 2-й степени (1866); статский советник с 1867 года.
В 1869—1888 годы Д. С. Кодзоков — председатель комиссии для разбора сословных прав горцев Кубанской и Терской областей. Но на всех должностях он не оставлял своего попечения о скотоводстве, и в особенности коневодстве, Кавказа: в августе 1869 года, он выступал на первом съезде коннозаводчиков Ставропольской губернии в Пятигорске. В сентябре 1875 года Кодзоков представил записку по поводу «Правил об испытаниях и поощрениях коннозаводства, предположенных управлением кавказского коннозаводческого округа». Как важное событие в жизни горцев он рассматривал открытие в 1868 году Владикавказского ремесленного училища, где шла подготовка специалистов для сельского хозяйства. После передачи Кодзоковым «в вечное владение» училища большого участка земли стоимостью 4 тыс. рублей, попечитель Кавказского учебного округа выразил Д. С. Кодзокову глубокую благодарность «за столь ценное пожертвование».